# Farmàcia Albinyana
La Farmàcia Albinyana, o Farmàcia Albiñana, és un edifici del centre de Terrassa (Vallès Occidental) situat al Raval de Montserrat, protegit com a bé cultural d'interès local.

## Descripció

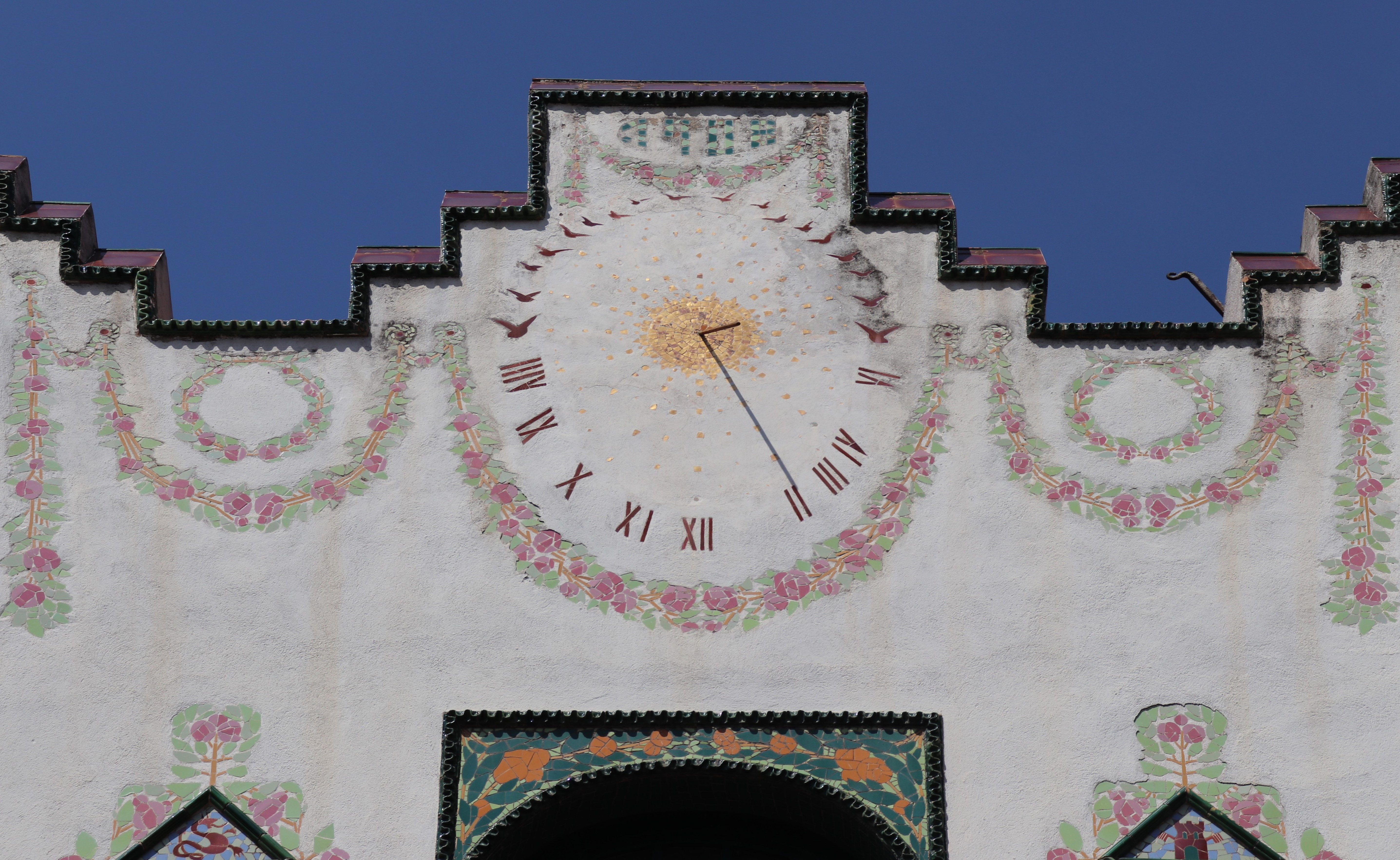
Detall de l'acabament de la façana, amb el rellotge de sol, els esgrafiats i la decoració ceràmica de Joaquim Vancells

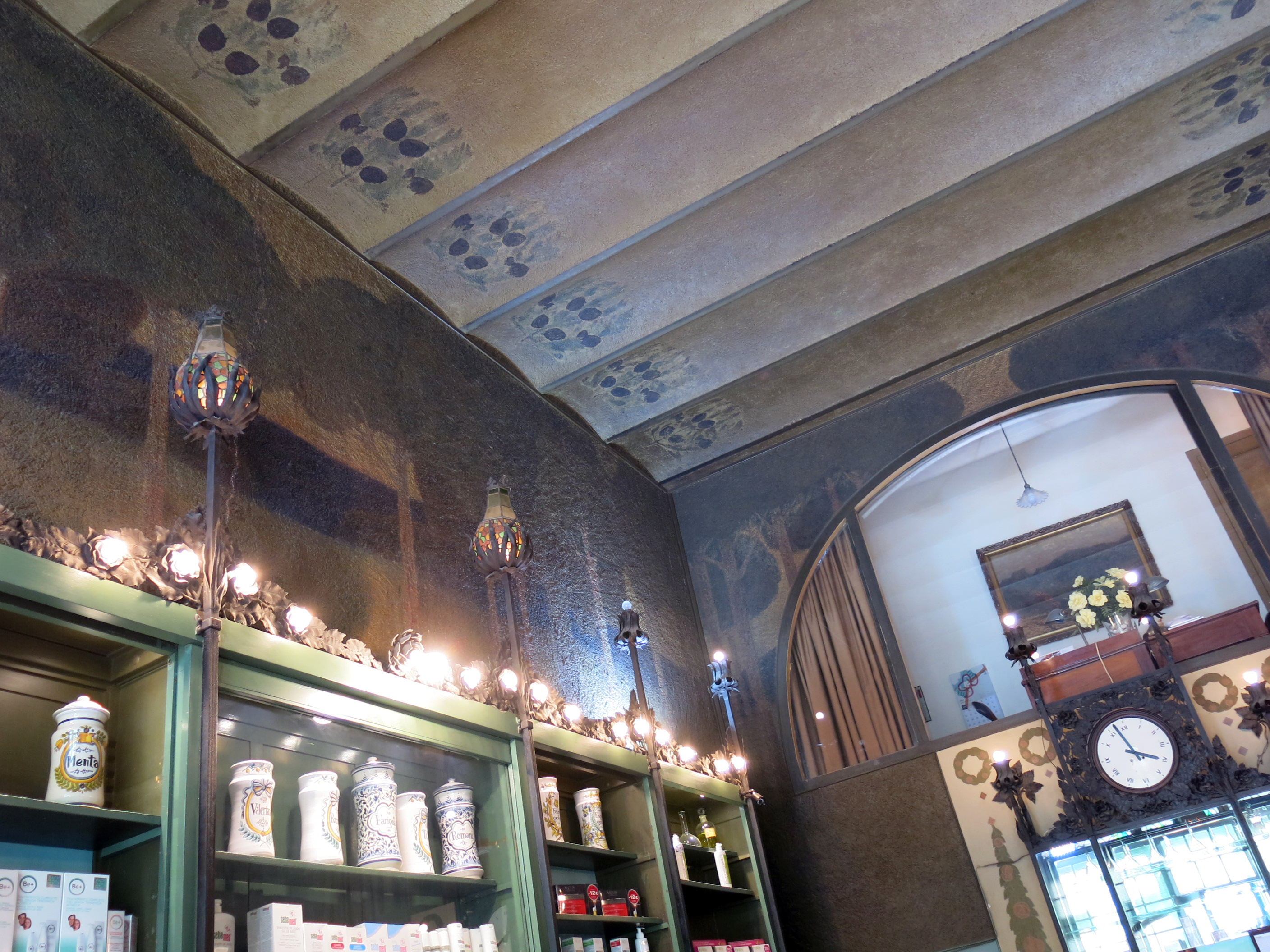
Detall de l'interior de la farmàcia

Es tracta d'un edifici entre mitgeres de planta baixa i dues plantes, comercial i d'habitatge. El portal d'accés és decorat amb majòliques i petxines reomplerts de trencadís. Al primer pis es repeteix l'esquema però en un balcó. L'edifici està acabat a manera de merlets escalonats amb ceràmica vidriada.
La decoració interior de la botiga és molt interessant, pel treball amb ferro forjat, ceràmica vidriada i pintures murals de Joaquim Vancells. Del mateix autor són les ceràmiques i els esgrafiats de la façana.

## Història
Originàriament havia allotjat la confiteria de la vídua Carné (1908). Més endavant, l'any 1934, el farmacèutic Antoni Albiñana i Carné va instal·lar-hi una farmàcia, activitat comercial que es manté fins avui dia.